# Wielka Nieszawka

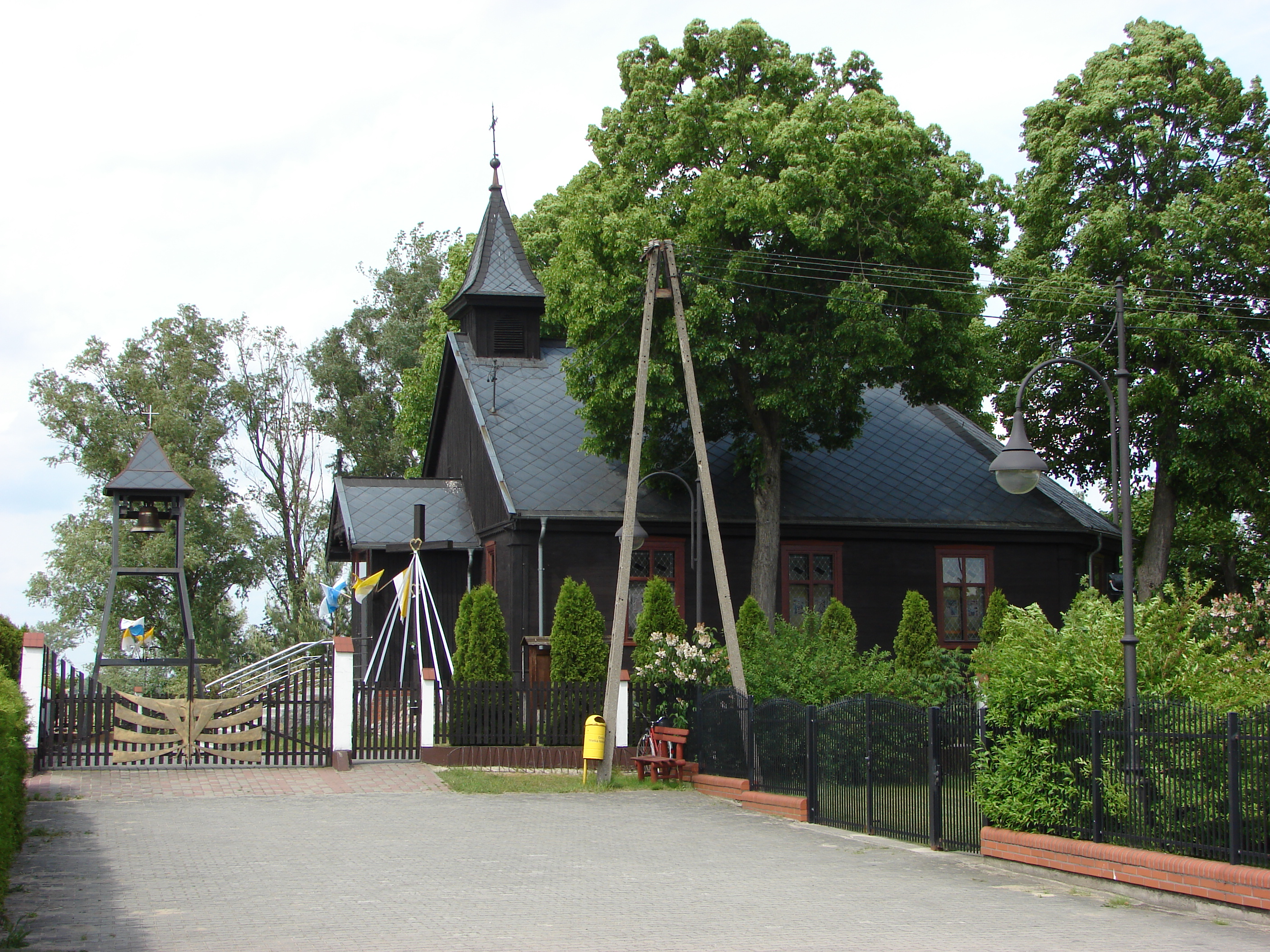
Voormalig Mennonite Church

Wielka Nieszawka is een dorp in het Poolse woiwodschap Koejavië-Pommeren, in het district Toruński. De plaats maakt deel uit van de gemeente Wielka Nieszawka en telt 460 inwoners.